# Chasmodes
Chasmodes is een geslacht van straalvinnige vissen uit de familie van naakte slijmvissen (Blenniidae). Het geslacht is voor het eerst wetenschappelijk beschreven in 1836 door Valenciennes in Cuvier & Valenciennes.

## Soorten
- Chasmodes bosquianus (Lacepède, 1800)
- Chasmodes longimaxilla Williams, 1983
- Chasmodes saburrae Jordan & Gilbert, 1882